# أسعد العيداني
أسعد عبد الأمير عبد الغفار العيداني (ولد في البصرة في 1 يناير 1967) سياسي ورجل أعمال عراقي ومحافظ البصرة الحالي منذ 2017، ونائب في البرلمان العراقي منذ 2018، وزعيم تحالف تصميم وقيادي في المؤتمر الوطني العراقي الذي أسّسه أحمد الجلبي، وزعيم تحالف تصميم. حاصل على بكالوريوس في الهندسة الالكترونية عام 1993.

## سيرته
ولد أسعد العيداني في 1 كانون ثاني/يناير 1967 في البصرة بجنوب العراق لعائلة عربية فوالده هو الشيخ العام لعشيرة العيدان من عنزة إحدى عشائر البصرة.
شارك العيداني في الانتفاضة الشعبانية عام 1991 ما اضطره بعدها إلى المغادرة إلى إيران ثم عاد فاعتقله النظام العراقي السابق وحكم عليه بالإعدام ثم خفف الحكم إلى المؤبد فقضى منها ثماني سنوات في السجن امتدت بين 1995 – 2002، حتى خروجه بالعفو العام الذي اصدره صدام حسين عام 2002. عُدَّ سجيناً سياسياً بعد سقوط النظام.
وبعد عام 2003 عمل ضمن الهيئة الوطنية لاجتثاث البعث وتوثيق جرائم النظام السابق مع السجناء السياسيين.
يعد أحد رجال الأعمال فقد عمل نائباً لرئيس مجلس إدارة مصرف البلاد الإسلامي، وعمل أيضاً مديراً للمصرف العراقي للتجارة مدة 5 سنوات.
كما يشغل العيداني أيضاً منصب نائب الأمين العام لحزب المؤتمر الوطني العراقي.
قام بتأسيس تحالف انتخابي باسم تحالف تصميم وشارك في انتخابات البرلمان العراقي 2021 وفاز بخمسة مقاعد في محافظة البصرة.

## وصلات خارجية
- مقابلة أسعد العيداني (فیدیو)